# Новица Ђурић
Новица Ђурић (Колашин, 11. октобар 1956) је српски песник, писац и новинар. Председник је Удружења књижевника Црне Горе и Удружења новинара Црне Горе.

## Биографија
Новица Ђурић рођен је 1956. године у Колашину. Заступљен је у неколико антологија. Превођен на италијански, руски, бугарски, шведски и македонски језик.
Живи у Подгорици, где ради као новинар „Политике“.
Изабрана дјела Новице Ђурића објавио је подгорички „Унирекс” 2018. године у три тома. Приређивачи овог трокњижја су: Матија Бећковић, Милован Витезовић, Александар Ћуковић и Радоје Фемић.

## Награде
Добитник је неколико награда за књижевни и новинарски рад. Двоструки је добитник награде Златно перо Русије за 2010. (за књигу Јави ми да сам жив) и 2015. годину Савеза писаца Русије.. Унирексову награду за прозу Душан Костић примио је 2012. године за књигу Савиним стопама Лелејском Гором.
Носилац је почасног Ордена хероја рада и лауреат медаље Цар-Риба коју додељује Међународни културни центар и издавачка кућа Краснојарско Васкрсење за заслуге у области зближавања култура, уметности и новинарског стваралаштва народа Русије и западног Балкана.
Добио је награду „Марко Миљанов“ 2014. године. Међу битнијим новинарским наградама издвајају се следеће: Награда за животно дјело „Вељко Влаховић“, Награда за репортажу „Бошко Пушоњић“, Награда Савеза новинара Југославије, Награда СНЈ и УНЦГ, Награда „Дневника“ за новинарство 1994. године и Прва „Дневникова“ награда за 1997. годину.